# Libertà e segretezza della corrispondenza
La libertà e segretezza della corrispondenza è un diritto fondamentale riconosciuto al cittadino italiano.

## Disciplina della libertà e segretezza della corrispondenza

### Fondamenti normativi
La Convenzione europea per la salvaguardia dei diritti dell'uomo e delle libertà fondamentali stabilisce, al comma 1 dell'art. 10 (libertà di espressione), che "ogni persona ha [...] libertà di ricevere o di comunicare informazioni o idee senza che vi possa essere ingerenza da parte delle autorità pubbliche e senza limiti di frontiera". Tuttavia, la garanzia della Convenzione sembra essere ristretta, dal momento che questo e altri articoli riguardanti i diritti della persona contengono un riferimento alla possibile limitazione della libertà.

### L'art. 15 della Costituzione italiana
La Costituzione italiana ha introdotto la nozione di libertà e segretezza della corrispondenza per la prima volta nello Stato italiano, superando così la visione dello Statuto Albertino che la escludeva. La Costituzione del 1948 supera inoltre la "vecchia" visione di corrispondenza, allargandola a ogni mezzo di comunicazione. L'art. 15 Cost. contiene un principio supremo e recita:
La loro limitazione può avvenire soltanto per atto motivato dell’autorità giudiziaria con le garanzie stabilite dalla legge.»
(Art. 15 della Costituzione della Repubblica Italiana)

#### Diritti e libertà
I principi contenuti nell'art. 15 sono i seguenti:
- I soggetti titolari del diritto sono cittadini e stranieri, persone fisiche, giuridiche e formazioni sociali; sono tutelati anche i minorenni. La tutela si applica sia al mittente che al destinatario del messaggio.
- Oggetto del diritto è la corrispondenza, che viene interpretata in modi diversi:
  - la dottrina prevalente ritiene che il termine corrispondenza non sia limitato a quella in forma epistolare, ma sia un concetto più ampio, riferibile a ogni forma di comunicazione;
  - un'altra parte della dottrina considera corrispondenza solo quella epistolare, intesa come qualsiasi invio chiuso, ad eccezione dei pacchi, e qualsiasi invio aperto che contenga comunicazioni aventi carattere attuale e personale (Codice Postale), cioè biglietti postali, cartoline postali e lettere. Requisito degli invii è quello di essere stati preventivamente sottoposti, da parte del mittente, a precauzioni per evitarne la lettura a terzi (es. sigillare la busta).
- Ogni altra forma di comunicazione è la cosiddetta clausola aperta, cioè la possibilità, espressa dall'Assemblea costituente, che la norma si adattasse nel tempo a seconda dei mezzi di comunicazione che si fossero resi disponibili con lo sviluppo tecnologico. In questo senso, è rilevante la definizione data dalla Legge sulla criminalità informatica (Legge 23 dicembre 1993, n. 547, articolo 5): "per corrispondenza si intende quella epistolare, telegrafica o telefonica, informatica o telematica ovvero effettuata con ogni altra forma di comunicazione a distanza"; comunicazione è poi anche "qualunque altra trasmissione a distanza dei suoni, immagini o altri dati".
- Caratteristiche obbligatorie della comunicazione:
  - attualità, cioè i confini temporali della comunicazione: essa comincia quando un soggetto manifesta la comunicazione, cioè diventa mittente, e finisce con la ricezione da parte del destinatario;
  - determinatezza o determinabilità del destinatario;
  - segretezza, per cui l'art. 15 si distingue dall'art. 21[3] in quanto la comunicazione è rivolta a uno scambio interpersonale e non alla collettività (a prescindere dal mezzo usato). Un modello opposto è fornito da chi sostiene che l'art. 15 copra solo i messaggi in forma non conoscibile da terzi, mentre non tutela le comunicazioni aperte (attribuendo quindi importanza al mezzo scelto).

#### Problematiche aperte
Oggi è molto discussa la distinzione che intercorre tra l'art. 15 e l'art. 21 della Costituzione. Ci sono inoltre situazioni in cui vale la dottrina di minoranza, secondo cui il mezzo assume un certo rilievo. Con le nuove tecnologie, infatti, non basta più la determinatezza o determinabilità del destinatario a caratterizzare l'art. 15, principalmente a causa della convergenza multimediale. In questo caso può infatti sussistere la contemporaneità di situazioni opposte, come nei sistemi di videoconferenza: una comunicazione interpersonale con un numero alto di destinatari.
Altri requisiti sono:
- l'infungibilità del destinatario, per cui esso è determinato e non casuale (requisito proprio della corrispondenza, ma inesistente ad es. nel video on demand);
- la delimitazione dei destinatari (quando siano numerosi ma infungibili) da parte del mittente, manifestando la sua intenzione di selezionarli.

#### Riserve di legge e di giurisdizione
L'art. 15 Cost. al secondo comma chiama in causa il sistema noto delle riserve. In questo caso è presente una doppia riserva, di legge e di giurisdizione, ma si differenzia dagli artt. 13 (libertà personale)  e 14 (libertà di domicilio) per l'assenza della possibilità di intervento straordinario dell'autorità di pubblica sicurezza. Per questo la riserva di giurisdizione si dice "assoluta", rendendo il giudice l'unico soggetto in grado di limitare la libertà di corrispondenza.

Per quanto concerne la riserva di legge, anch'essa è assoluta, per cui spetta a una legge formale (cioè prodotta con procedimento parlamentare) dello Stato stabilire con precisione i campi e le modalità di intervento giudiziario, in mancanza della quale spetta al giudice decidere sulla limitazione.

#### Intercettazione
L'intercettazione è formalmente una limitazione della segretezza della corrispondenza. La Corte costituzionale è intervenuta sulla materia con la sentenza n. 34/1973, in cui stabiliva che il potere di intercettazione è riconosciuto al magistrato (e non alla polizia), previo controllo dell'effettiva necessità di ricorrere alla limitazione per reprimere gli illeciti penali (controllo di legittimità). Inoltre, oltre alla motivazione, il giudice deve stabilire durata ed eventuale proroga dell'intercettazione.
Il Codice di procedura penale dedica una sezione alle intercettazioni di conversazioni o comunicazioni.
L'art. 267, in particolare, stabilisce che "l'autorizzazione è data con decreto motivato quando vi sono gravi indizi di reato e l'intercettazione è assolutamente indispensabile ai fini della prosecuzione delle indagini" (Decreto del presidente della Repubblica 2 settembre 1988, n. 447, articolo 267).

### Diritto d'autore
I diritti relativi alla corrispondenza epistolare vengono trattati negli artt. da 93 a 95 della Legge sul Diritto d’Autore italiano (Legge 22 aprile 1941, n. 633).

#### Oggetto
L'art. 93 disciplina i diritti relativi agli scritti che contengono informazioni di carattere confidenziale e personale, inerenti all'intimità della vita privata. Le opere prese in considerazione sono gli epistolari, le corrispondenze epistolari, le memorie familiari e personali e altri scritti della medesima natura. Queste sono considerabili opere dell'ingegno tutelabili dal diritto d'autore quando presentino carattere creativo. La pubblicazione e la divulgazione di tali scritti sono vincolati dalla prestazione del consenso del mittente e, in caso di corrispondenze epistolari e di epistolari, del destinatario.
Se invece si tratta di scritti creativi ed originali (es. opere letterarie), l'autore sarà titolare dei diritti di natura morale ed economica che la legge riconosce a tutti gli artisti sulle proprie opere.
Dopo la morte dell'autore o del destinatario, il consenso può essere dato dal coniuge o dai figli, secondo le volontà del defunto se scritte; in mancanza di coniugi e figli, dai genitori, oppure, in ordine, dai fratelli e dalle sorelle, o dagli ascendenti e discendenti diretti fino al 4º grado. Nel caso di dissenso tra le persone sopra indicate, decide l'autorità giudiziaria (art. 93 commi 2 e 3).

#### Limitazioni
Il limite posto al libero esercizio del diritto d'autore è rappresentato dalla tutela del diritto connesso alla segretezza della corrispondenza epistolare e dei fatti personali in esso narrati, di cui sono titolari lo scrivente (nei confronti del contenuto delle lettere spedite) e il destinatario (rispetto al contenuto delle lettere ricevute). Il limite del diritto al segreto epistolare è bilaterale, poiché devono prestare il proprio consenso alla pubblicazione sia lo scrivente che il destinatario delle lettere, pertanto il consenso di uno solo di essi non rende lecita la divulgazione, salvo il caso delle memorie familiari nelle quali manca l'interlocutore. Tale diritto è: 
- disponibile: il titolare può liberamente rinunciare a tale diritto autorizzando la pubblicazione;

- irrevocabile: una volta reso noto il contenuto segreto delle missive viene meno ciò che la legge vuole tutelare, cioè il segreto su certi fatti privati, e con esso la possibilità di rendere nuovamente segreti, mediante la revoca, fatti ormai di pubblico dominio. Tuttavia, pur non potendo revocare il consenso, l'autore può disporre il ritiro dell'opera dal commercio, come sancito nell'art. 142[7].

Nel caso in cui attraverso la pubblicazione della corrispondenza intercorsa tra due soggetti, o delle memorie familiari e personali, vengano resi noti avvenimenti o atti, privati e confidenziali, che riguardano terze persone, diverse dal mittente e dal destinatario delle lettere o dallo scrivente delle memorie, che hanno interesse a mantenere il segreto su tali fatti, per tutelare il diritto alla riservatezza di queste persone è necessario anche il loro consenso alla divulgazione dei fatti.
Il diritto al segreto epistolare viene meno nel caso in cui la conoscenza dello scritto sia richiesta ai fini di un giudizio civile o penale o per esigenza di difesa dell'onore o della reputazione personale o familiare (art. 94); o quando si tratti di corrispondenze ufficiali o che presentino un interesse di Stato (art. 95).